# Johan Lindgren
Pour les articles homonymes, voir Lindgren.
Johan Lindgren, né le 13 août 1986 à Falun, est un coureur cycliste suédois. 

## Biographie
Professionnel en 2007 à La Française des jeux, il décide d’arrêter sa carrière professionnelle à la fin de cette saison pour rejoindre sa compagne en Suède.

## Palmarès et résultats

### Palmarès par année
- 2003
  -  Champion de Suède du contre-la-montre juniors
  - 2e du championnat de Suède sur route juniors
  - 5e du championnat du monde sur route juniors
- 2004
  -  Champion de Suède du relais
  -  Champion de Suède sur route juniors
  - 2e du Trophée des Ardennes flamandes
  - 3e de Ledegem-Kemmel-Ledegem
- 2005
  - Prologue du Kreiz Breizh Espoirs
  - 5e étape du Tour des Deux-Sèvres (contre-la-montre)
  - Östgötaloppet
  - Deux Jours Cyclistes de Machecoul
  - 3e du Kreiz Breizh Elites
- 2008
  - Kinnekulleloppet
  - 3e de l'Östgötaloppet
- 2009
  - 1re, 2e et 3e étapes des Fryksdalens 3-dagars
  - 4e étape de la Green Mountain Stage Race
  - 2e des Fryksdalens 3-dagars
  - 2e de la Green Mountain Stage Race
- 2010
  - 4e étape de l'Olympia's Tour
  - 2e étape de l'Univest Grand Prix
  - 2e des Deux Jours du Gaverstreek
- 2011
  - 3e étape du Tour de Norvège
- 2013
  - Skandis GP

### Classements mondiaux
| Année            | 2006   | 2007 | 2008 | 2009 | 2010 | 2011 |
| ---------------- | ------ | ---- | ---- | ---- | ---- | ---- |
| UCI America Tour |        |      |      | 428e |      |      |
| UCI Europe Tour  | 1 162e |      | 974e | 553e | 422e | 702e |